# Walter Jones
Walter Emanuel Jones (Detroit, 30 de novembro de 1970) é um ator e dançarino americano, conhecido por interpretar Zack Taylor, o primeiro Power Ranger preto na série de televisão Mighty Morphin Power Rangers.

## Vida e carreira
Jones interpretou o personagem Zack Taylor, o Ranger Preto original no Power Rangers. Ele deixou a série na segunda temporada, aparentemente devido a divergências sobre salários e honorários, e foi substituído por Johnny Yong Bosch. Jones voltou em Power Rangers: Lost Galaxy (1999), onde deu voz ao monstro Nightmare no episódio "A Batalha dos Sonhos"; Ele também atuou em um episódio de Power Rangers: Wild Force (2002), intitulado Eternamente Vermelho em que dez Rangers Vermelhos se uniram. Novamente, ele não apareceu como seu personagem original, Zack, mas deu voz a um dos antagonistas, um general do Império Máquina chamado Gerrok. Ele também foi um dos comentaristas especiais, juntamente com a colega e co-estrela de Power Rangers, Amy Jo Johnson, em um episódio de I Love the '90s e também se reuniu com Austin St. John, como co-anfitrião da exibição especial do episódio piloto original de Power Rangers chamado "The Lost Episode".
Jones foi o primeiro ator a fazer vozes para qualquer personagem não-Ranger em uma temporada de Power Rangers após ter interpretado um Ranger. Outros ex-Rangers que deram voz a outros personagens incluem Archie Kao, Catherine Sutherland, Jason Faunt, Valerie Vernon, Sean Cw Johnson e Johnny Yong Bosch.
Jones fez parte do elenco principal no drama adolescente Malibu Shores interpretando "Mouse". Jones também teve papéis principais no filme independente The Dogwalker. Ele já apareceu em outras produções bem conhecidas, incluindo uma pequena ponta em Buffy the Vampire Slayer na 4ª temporada no episódio "Fear, Itself" e no filme original do Disney Channel, Brink!.
Ele também apareceu como Harlan Banda no Nickelodeon série Space Cases, seu segundo papel como personagem principal e como um adolescente. Ele estrelou em um episódio de Family Matters como Kissel, e interpretou um personagem coadjuvante na primeira temporada de The Shield chamado Rondell Robinson, um traficante de drogas. Ele também teve um pequeno papel no filme Suckers no qual ele interpretou um personagem chamado Clay. Além disso, ele também desempenhou um pequeno papel no filme House of the Dead 2 como "Locker Zombie". Jones também teve uma participação especial no filme Velozes e Furiosos 3 - Tokyo Drift.
Jones também teve um papel importante no filme de wrestling Backyard Dogs, Jones fez a voz de um personagem principal no vídeo game Freedom Fighters; ele interpretou um personagem conhecido como The Kid.
Ele apareceu brevemente como um instrutor de dança salsa em Age of Love, apareceu em Mighty Med e como um poeta em um episódio da série da Disney XD, Par de Reis. Adicionalmente Jones também participou de um comercial para a PetSmart e um comercial do Bank of America.

### Vida pessoal
Após o colegial, Walter trabalhou como animador e assistente de diretor de cruzeiro em um navio. Participou como bailarino nos Jogos Olímpicos de Verão de 1992 em Barcelona. Tem como hobbies, videogames, paraquedismo, andar de trenó, wrestling, e voleibol. Ele é faixa preta em Eshum-ru, uma forma de taekwondo e é faixa preta em caratê shiru, e atingiu recentemente o nível de Mestre em Capoeira. 